# ناوشکن اسکورت کلاس ایکازوچی
ناوشکن اسکورت کلاس ایکازوچی (به انگلیسی: Ikazuchi-class destroyer escort) یک کلاس از کشتی است که طول آن 88 m می‌باشد.